# Parafia Matki Bożej Częstochowskiej w Krzesku
Parafia Matki Bożej Częstochowskiej w Krzesku-Majątku – parafia rzymskokatolicka w Krzesku -Majątku.
Parafia została erygowana 1919.
Kościół parafialny murowany, w stylu neogotyckim został wybudowany w latach 1910-1914, staraniem ks. Romana Wildego i Zygmunta Ścibor Marchockiego. Konsekrowany w 1920 przez biskupa Henryka Przeździeckiego.
Parafia ma księgi metrykalne od  1912.
Terytorium parafii obejmuje: Izdebki-Błażeje, Grochówka, Izdebki-Kosny, Izdebki-Kośmidry, Krzesk-Królowa Niwa, Krzesk-Majątek, Stary Krzesk, Łuby, Maciejowice, Sobicze, Tęczki, Izdebki-Wąsy, Wesółka oraz Zawady.